# 1972年夏季奥林匹克运动会尼泊尔代表团
1972年夏季奥林匹克运动会尼泊尔代表团是尼泊尔派出的1972年夏季奥林匹克运动会代表团。